# Марк Аррий Флакк
Марк Аррий Флакк (лат. Marcus Arrius Flaccus) — римский политический деятель второй половины I века.
О происхождении Флакка нет никаких сведений. В 79 году он находился на посту консула-суффекта вместе с Титом Рубрием Элием Непотом. Другие занимаемые им должности не известны. Его сестрой, возможно, была Аррия, супруга консула-суффекта Луция Нония Кальпурния Торквата Аспрената.